# Distrito de Providencia

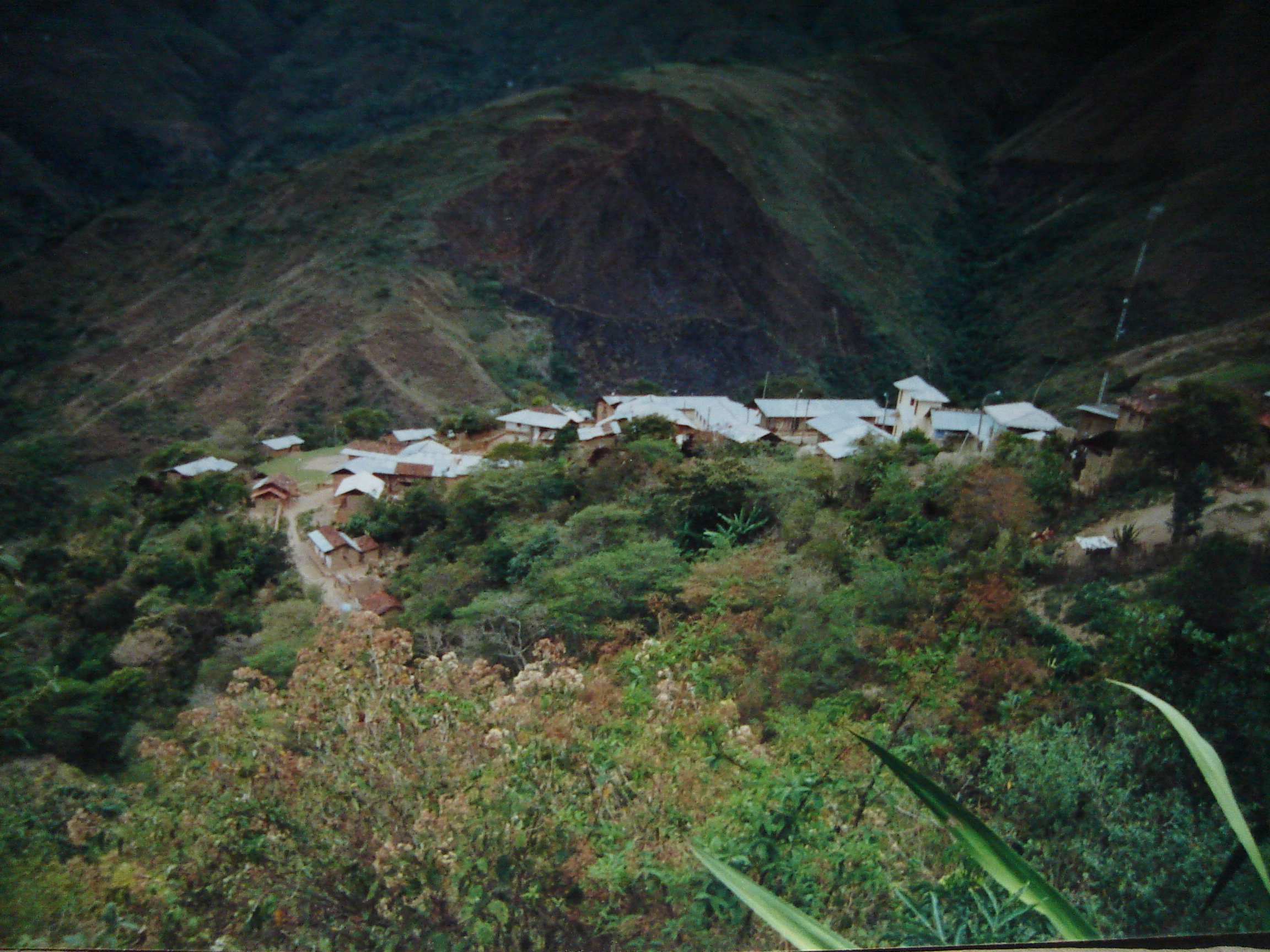
Providencia, pueblo. La capital del Distrito, vista desde el camino a Cruz Lomas.

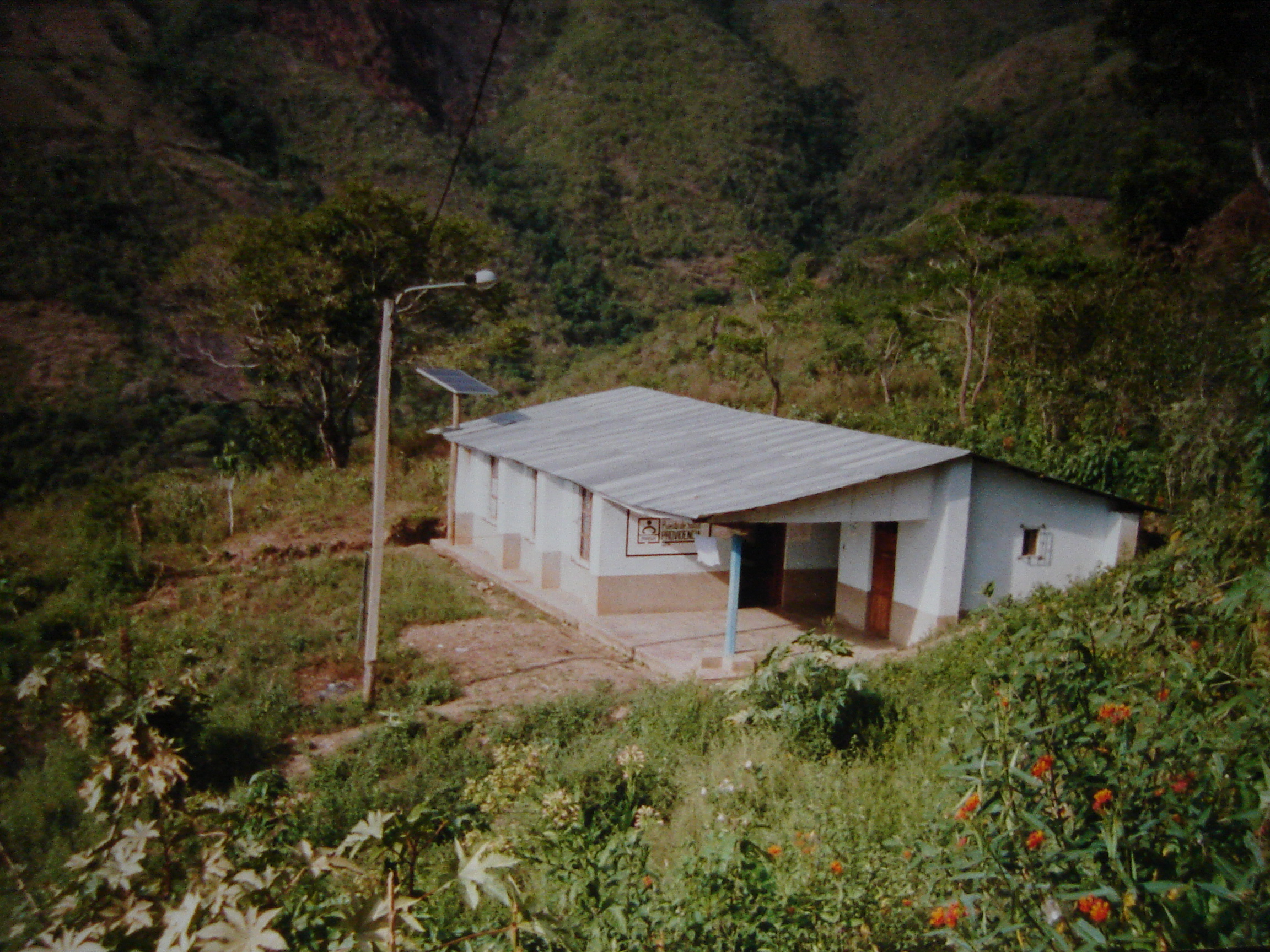
El Puesto de Salud Providencia, año 2000.

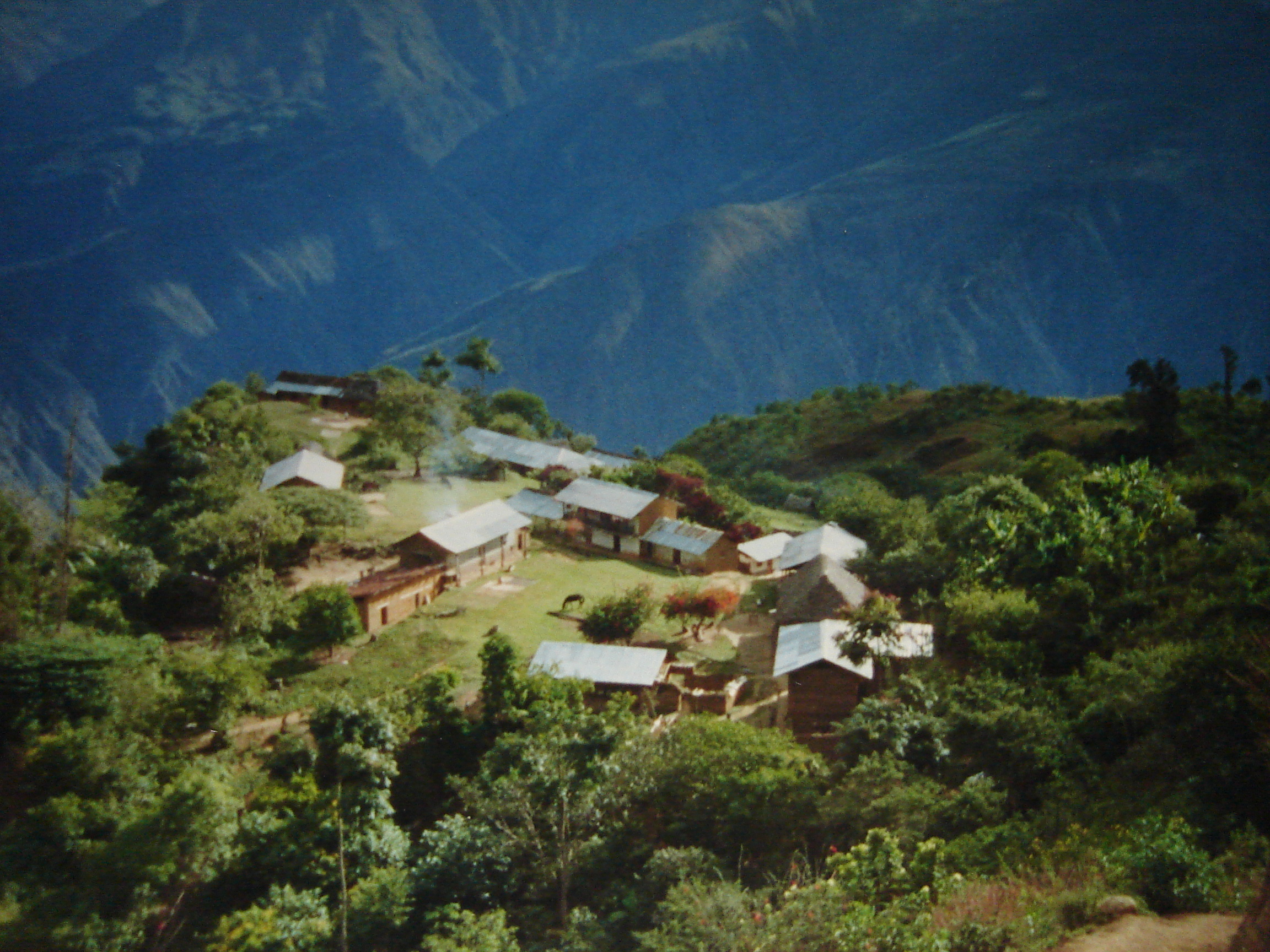
Localidad de Hondul, considerada un paraíso escondido, consta de una pequeña meseta en una montaña, cerca al río Marañón.

El distrito de Providencia es una subdivisión administrativa de la provincia de Luya, ubicada en el departamento de Amazonas, en el norte del Perú. Según el censo de 2017, tiene una población de 1316 habitantes.
Limita por el norte con el distrito de Camporredondo y el distrito de Ocalli; por el este y por el sur con el distrito de Ocumal, y por el oeste con el departamento de Cajamarca. 
Desde el punto de vista jerárquico de la Iglesia católica forma parte de la Diócesis de Chachapoyas.

## Historia
El distrito fue creado el 18 de junio de 1987 mediante Ley N.º 24695, en el primer gobierno del Presidente Alan García.

## Geografía
Abarca una superficie de 71,22 km². Su capital es el pueblo de Providencia.
Providencia está ubicado en una zona calurosa en una parte que baja desde las alturas hasta el río Marañón. Para llegar a Providencia se va caminando o en caballo desde Yaulicachi, donde termina la carretera; haciendo una travesía de 6 horas en acémila o caminando. Existe otra modalidad de llegar al distrito de Providencia, pues recientemente ha llegado la carretera al pueblo.

### Pueblos y caseríos del distrito de Providencia
Gran parte del distrito de Providencia vive del cultivo de café y de la coca, siendo la agricultura su principal fuente de ingreso. Es importante además, el cultivo de caña del cual obtienen múltiples derivados como la chicha, el Huarapo, la melcocha, la chancaca y la miel de caña. Otros cultivos son la yuca, algunas hortalizas, frutos como el zapote.
| - Providencia - Huingo - Gramalote - San Antonio - Cruz Lomas - Lima Yacu - El Carmelo - Nuevo Chota | - Hondul - Las Palmas - San Pedro - La Playa Jumith - Trapichepampa - Chirapa - Huidac - La Libertad |

## Autoridades

### Municipales
- 2023 - 2026
  - Alcalde: Ing. Fredy Vasquez Puerta
  - Regidores:

  1. José Ortiz Requejo
  2. Noelina Sanchez Nedina
  3. Wilder Manuel Alva Chavez
  4. Nelly Guadalupe Salazar
  5. Simona Puerta Chamaya
- 2019 - 2022
  - Alcalde: Wilder Puerta Vásquez
- 2015 - 2018[3]
  - Alcalde: Segundo Remigio Robledo Jiménez, de Todos Somos Amazonas.
  - Regidores:

  1. Elizabeth Mendoza Zagaceta (Todos Somos Amazonas)
  2. Miguel Ángel Cubas Ríos (Todos Somos Amazonas)
  3. Ausberto Puerta Chamaya (Todos Somos Amazonas)
  4. Segundo Sixto Orrego Marco (Todos Somos Amazonas)
  5. Nelson Humberto Salazar Puerta (Obras Por Amazonas)

### Religiosas
- Obispo de Chachapoyas: Monseñor Emiliano Antonio Cisneros Martínez, OAR.

El Distrito de Providencia pertenece a la parroquia del Distrito de Ocalli.

## Festividades
Las fiestas patronales de la capital, Providencia, se celebran el 16 de julio, en honor a la Virgen del Carmen. 
- Fiestas Patronales: Celebradas en la capital distrital y en los diferentes anexos en honor al pueblo y su respectivo patrón. Es patrimonio de casi todos los pueblos del Perú, en especial en las provincias de Sierra y Selva y en áreas rurales de la costa. Es típico del departamento de Amazonas y por ende de Providencia la celebración durante tres días, con la participación de las no menos tradicionales "Delegaciones" de los anexos y Distritos vecinos, quienes participan de las actividades deportivas y de las demás actividades festivas.
- Huambrishpa: Celebración del nacimiento del primogénito. No falta el "abejado", bebida mezcla de aguardiente de caña con miel de abeja. Cabe mencionar que al recién nacido se la hace probar miel de abeja poco después del nacimiento.

## Gastronomía
Como comidas típicas se conoce el purtumote, el mote, el locro, el cuy con frijol, el puchero y la yuca, entre otros.
- El consumo del domblo: El domblo es el nombre que se le da en muchos lugares de la provincia de Luya y el departamento de Amazonas en general a una especie de hormiga: la hormiga atta laevigata, la cual es conocida en muchos países como "hormiga cortadora de hojas". Esta especie de hormigas tiene entre los miembros de la colonia a los machos o zánganos, cuya función es fecundar a la reina. Una vez al año, cumplida su función de fecundar a la reina, salen del hormiguero a morir. Son unas hormigas con alas que en Providencia y muchos lugares vecinos salen de sus hormigueros a fines de octubre o en el mes de noviembre por unos pocos días. Al salir de sus guaridas son recolectadas por los pobladores, en especial por los niños en edad escolar y adolescentes. Son muy apreciadas por la población, pues al freírlas en aceite constituyen un exquisito manjar. Su sabor es exótico y apetecible y se le atribuyen además propiedades afrodisíacas.

## Atractivos turísticos

### Flora y fauna
El paisaje que nos ofrece desde el viaje, sea por Ocallí o vía Yúmal - Collonce, es impresionante. Tiene una vegetación muy pródiga que se ve favorecida aún más en las temporadas de lluvia. Existen muchas especies animales. desde pequeños roedores hasta armadillos, osos hormigueros, venados y aves como las palomas turcas, loros, el distinguido gallito de las rocas y el exótico "ayay mama", que tiene la particularidad de mimetizarse con la rama del árbol que lo sostiene y posee un canto que se asemeja al lamento de un niño llamando a su madre. En cuanto a peces sobresale la carachama o cashca, el cual es degustado principalmente en Playa Jumeth gracias a su río. En las montañas más altas y alejadas se podía encontrar hasta hace algunos años el oso de anteojos, desconociéndose si han llegado a su plena extinción en estas zonas.

### Sitios arqueológicos
Providencia posee sitios arqueológicos de origen Pre Inca, específicamente de la cultura chachapoyas; los lugares conocidos por los pobladores son Shuyto, Ushun y Cerro Negro. Aún no existe un inventario y menos una labor de conservación por parte del Instituto Nacional de Cultura. Sin embargo, esporádicamente se realizan visitas y labores de conservación por parte de los alumnos del Colegio César Vallejo de Providencia, dirigidas por sus docentes.